# 戦術爆撃

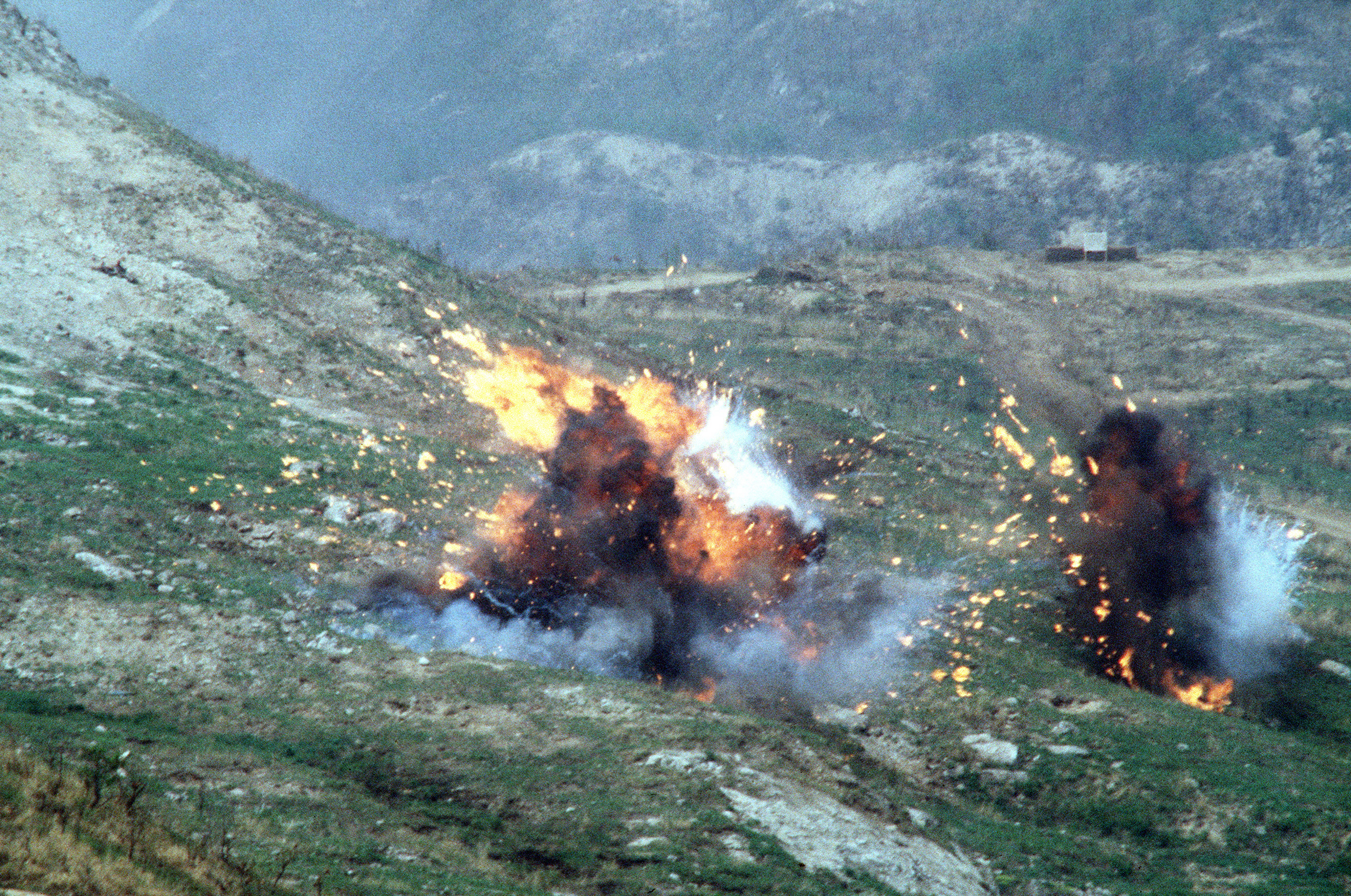
F-4 ファントムIIによる爆撃演習

戦術爆撃（せんじゅつばくげき）は、戦場で敵の戦闘部隊を叩いて直接戦局を有利にすることを目的とする爆撃である。これに対し、戦場から離れた敵国領土や占領地などを目標にし、工場や港、油田などの施設の破壊、住宅地や商業地を攻撃して敵国民の士気の喪失を目的にした爆撃を「戦略爆撃」という。

## 分類
戦術爆撃は、下記の2種類の形態をとって行われる。
近接航空支援（CAS）
火力支援目的で行われるもの。戦線上の敵部隊を攻撃することで、味方地上部隊の作戦行動を支援するものである。
戦場航空阻止（BAI）
阻止攻撃目的で行われるもの。最前線の背後において、後方連絡線上の敵部隊撃破・物資の遅滞・妨害を図るものである。

## 歴史
戦術爆撃が始まったのは第一次世界大戦においてである。戦術爆撃は戦闘機・戦闘爆撃機（攻撃機）または軽爆撃機によって行われる。戦術目標は戦略目標と異なり、移動能力を有するため、高高度からの水平爆撃ではなく、急降下爆撃によって行われることが多い。一般に戦術爆撃が行われる目的は、地上部隊の援護である。例えば第二次世界大戦においてJu 87 スツーカは、電撃戦において重要な役割を果たした。
現代の戦術爆撃は対空兵器が進化したことにより、精密誘導爆弾などによる高高度からの爆撃となっている。このため、以前は戦略爆撃と戦術爆撃は目標と方法の両方が異なっていたのに対し、現在では目標のみの差になりつつある。また、軍事学において、戦術と戦略のあいだに作戦術が新たに見出されたこともあり、戦術爆撃という用語はあまり用いられないようになっている。
戦術爆撃を主な目的とする爆撃機を戦術爆撃機と呼ぶ。戦略爆撃機と対となる言葉であり、主に、より小型の爆撃機を指す。第二次大戦中から爆装した戦闘機に代替される傾向にあり、1960年代以降は戦闘爆撃機や攻撃機に完全に代替された。